# 黄华光
黄华光（1956年8月—），中华人民共和国外交官，曾任中华人民共和国驻汤加王国特命全权大使。

## 生平
1981年，进入中共中央对外联络部工作，任中联部八局干部。1986年，赴意大利佛罗伦萨大学语言及国际关系专业学习。1988年，任中联部西欧局二秘，后任副处长。1994年，任中联部西欧局处长。1996年，任驻意大利大使馆一秘。1998年，任中联部西欧局处长。1999年，挂职中共河北省丰南市市委副书记。2000年，任中联部八局副局长。2007年，升任中联部八局局长。2011年，任中联部研究室主任。2013年12月，出任中华人民共和国驻汤加大使。2017年4月，自驻汤加大使离任。

## 家庭
已婚，有一女。